# エス・ブア

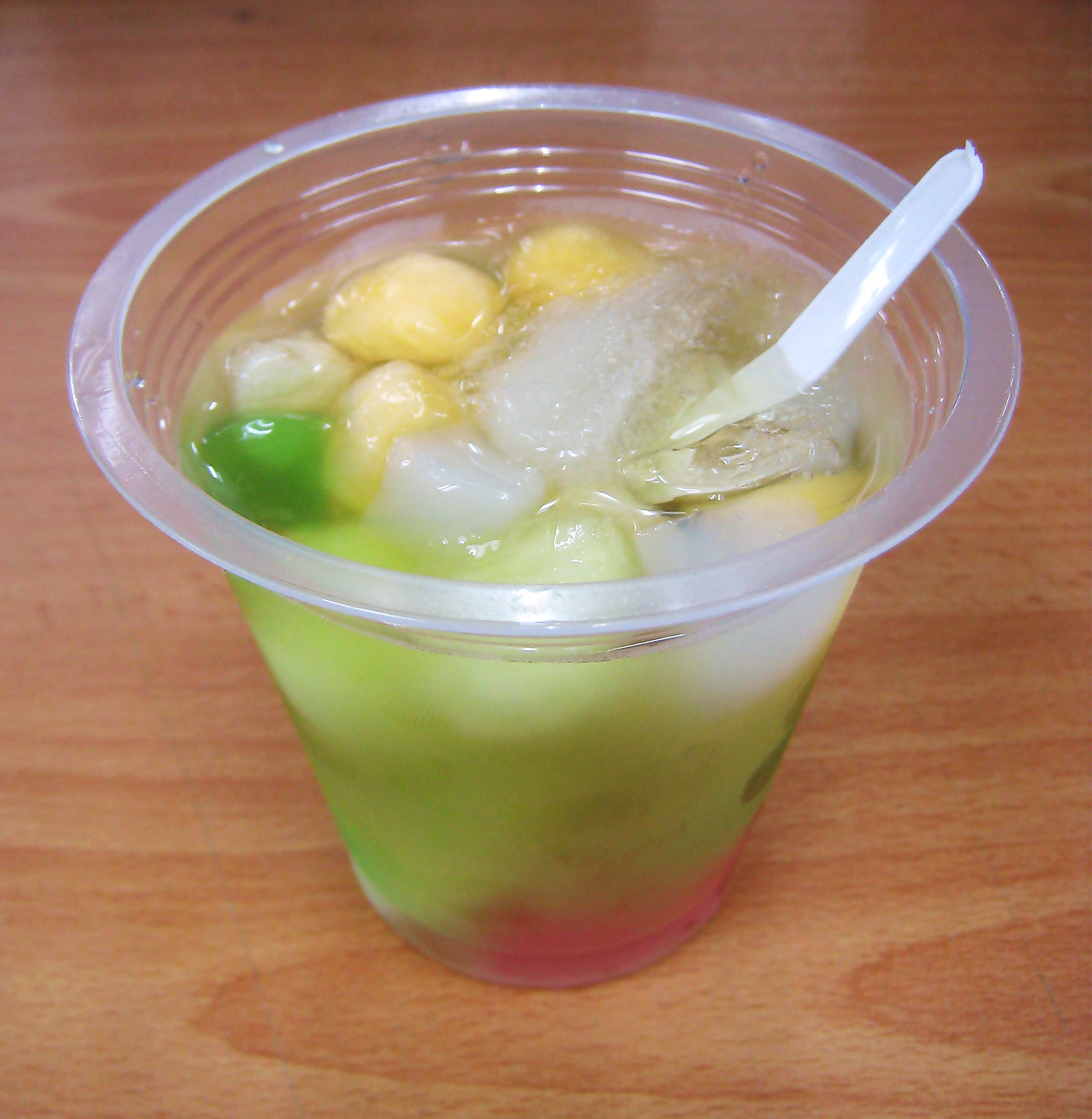
エス・ブアの例

エス・ブア（インドネシア語: es buah）は、インドネシアで食されているかき氷、飲み物。
「エス」は「氷」の意である。
パイナップル、キウイ、マンゴー、スイカなどさまざまな旬のフルーツ、アガールアガール（agar-agar）と呼ばれる寒天の一種、ココナッツの果肉などを氷に乗せて、コンデンスミルクをかけたものである。氷は、日本でいうかき氷というよりは、クラッシュドアイスに近く、口のなかで氷を砕きながら食す。
インドネシアの食堂などでは、デザートではなく飲み物の項にエス・ブアが記載されていることもあり、食後と言わず、食事の間の飲み物としてもエス・ブアが飲まれている。
インドネシアのイスラム教の間では、エス・ブアはラマダーンの定番の飲み物でもあり、ラマダーン明けのイード・アル＝フィトルでは客人にコラックやエス・ブアといった甘い飲み物を提供する。